# Marzà
Marzà es una localidad española del municipio de Pedret y Marsá, perteneciente a la provincia de Gerona, en la comunidad autónoma de Cataluña.

## Toponimia
El nombre del lugar puede encontrarse referido con las variantes Marsá y Marzà.

## Historia
Hacia mediados del siglo XIX, el lugar no tenía iglesia parroquial. Aparece descrito en el decimoprimer volumen del Diccionario geográfico-estadístico-histórico de España y sus posesiones de Ultramar de Pascual Madoz de la siguiente manera:

MARSÁ: l. en la prov. y dióc. de Gerona (8 1/2 hor.), part. de Figueras (9), aud. terr. y c. g. de Barcelona 28 1/2, ayunt. de Vilanova de la Muga (3/4). sit. en un llano del Ampurdán; le combaten comunmente los vientos del N.; su clima es sano, aunque frio, y las enfermedades comunes, son fiebres intermitentes. No tiene igl. parr., y los vec. asisten á los oficios divinos á la de Padret, que se halla á tiro de fusil. El térm. confina N. Garriguella; E. Vilajuiga; S. Vilanova y Vallgornera, y O. San Juan Sasdosas; en él se encuentran cinco masías ó casas de labranza. El terreno en general es llano y de buena calidad; los caminos que le cruzan, son locales, y se hallan en mal estado. El correo se recibe de Figueras. prod. trigo, cebada, vino, aceite, legumbres y hortalizas: cria caza de perdices y conejos. pobl. y riqueza unidas á Padret. (V.)
(Madoz, 1848, p. 249)

En la actualidad forma parte del municipio de Pedret y Marsá. En 2022, la entidad singular de población tenía empadronados 170 habitantes y el núcleo de población 162 habitantes.